# 格盧博科耶湖 (傑多維奇區)
57°28′18″N 29°29′45″E / 57.47167°N 29.49583°E
格盧博科耶湖（俄语：Глубокое），是俄羅斯的湖泊，位於該國西北部，由普斯科夫州負責管轄，處於傑多維奇區，面積1.7平方公里，集水區面積17.2平方公里，平均水深14米，最大水深16米。